# Nyikolaj Ivanovics Vavilov
Nyikolaj Ivanovics Vavilov (oroszul Никола́й Ива́нович Вави́лов; Moszkva, 1887. november 25. – Szaratov, 1943. január 26.) orosz-szovjet genetikus és botanikus, a haszonnövények származási géncentrumainak felfedezője.
Ny. I. Vavilov Moszkvában született gazdag kereskedőcsaládban. A Moszkvai Mezőgazdasági Intézetben tanult, majd a növények kártevőkkel szembeni immunitását és a nemesítés genetikai hátterét kutatta. Számos oroszországi (majd szovjetunióbeli) és külföldi expedíciót szervezett és vezetett a legtöbb kontinensre, ahol összegyűjtötte a haszonnövények különböző helyi változatait és a velük rokon vad fajokat és hatalmas, máig egyedi génbankot hozott létre. Megalkotta a kultúrnövények származásának géncentrumos elméletét, miszerint a termesztett fajok viszonylag kis földrajzi térségekből erednek. Felfedezte a közeli rokon fajok közötti genetikai homológ sorokat. Világszerte elismert agrártudományi iskolát és az egész országot behálózó mezőgazdasági kutatóállomás-rendszert hozott létre.
Az 1930-as évek közepén konfliktusba került a genetika vívmányait elvető Trofim Liszenkóval, aki jó politikai kapcsolatai révén elérte előbb az akadémiai elnökségi posztról való leváltását, majd letartóztatását. Szovjetellenes tevékenységért halálra ítélték. Bár ítéletét húszévi kényszermunkára változtatták, röviddel később meghalt a börtönben. 1955-ben rehabilitálták.

## Ifjúsága

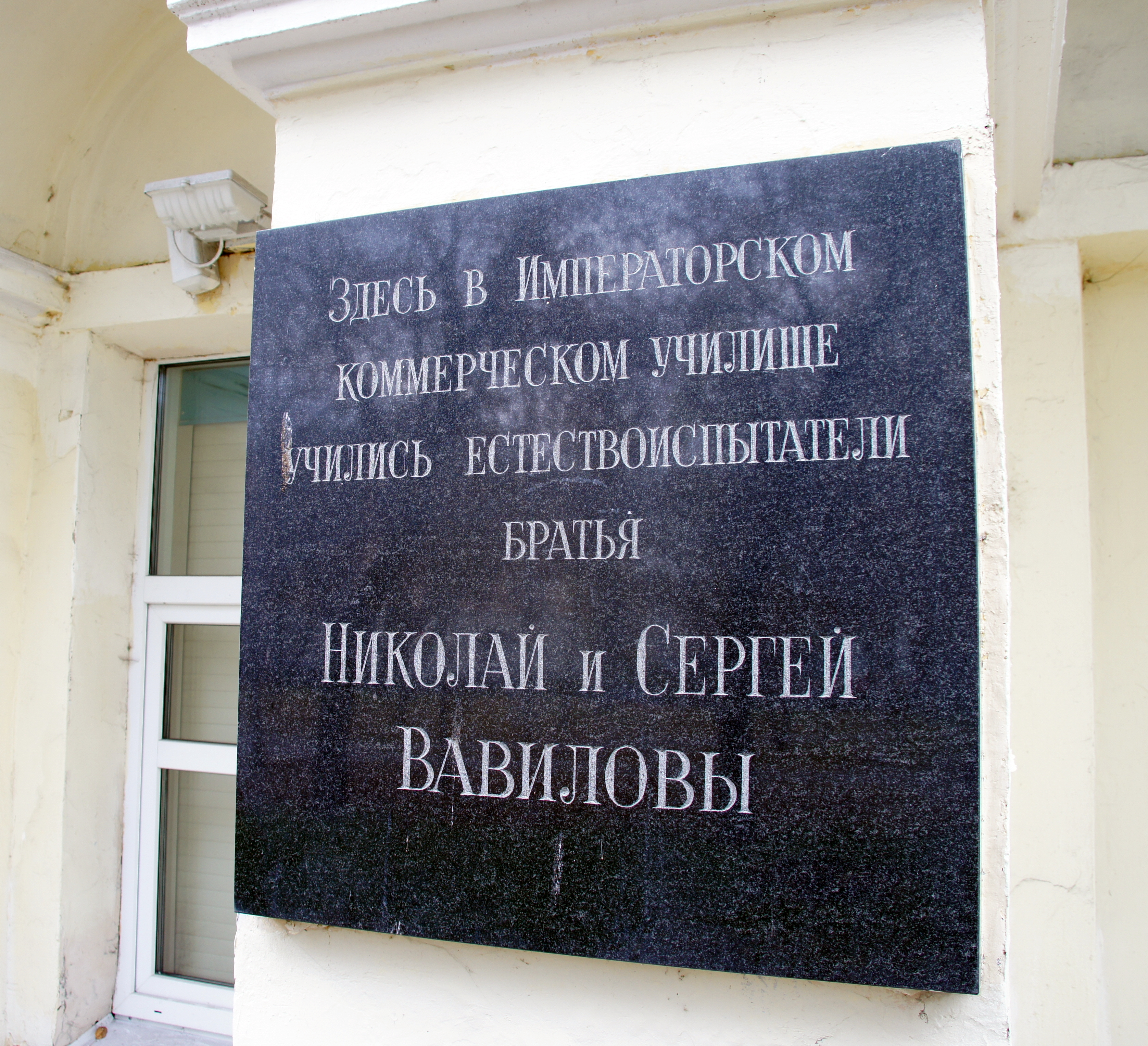
A Vavilov testvérek emléktáblája a Moszkvai kereskedelmi iskola falán

Ny. I. Vavilov 1887. november 25-én (az akkori orosz időszámítás szerint 13-án) született Moszkvában. Apja, Ivan Iljics Vavilov (1863–1928) a Moszkvai kormányzóság Volokolamszki járásából származott, parasztcsaládból, és az "Udalov és Vavilov" kereskedőházat igazgatta. Anyja Alekszandra Mihajlovna Vavilova (leánykori nevén Posztnyikova; 1868–1938) volt. A családban összesen hét gyerek született, de közülük három fiatalon meghalt. Nyikolaj öccse, Szergej Ivanovics Vavilov (1891–1951) neves fizikus, a szovjet fizikai optikai iskola megalapítója lett, aki 1945–1951 között a Szovjet Tudományos Akadémia elnöki pozícióját is betöltötte. Alekszandra nővére (1886–1940) orvosnak tanult és Moszkva közegészségügyi rendszerének kiépítésén dolgozott; Ligyija húga (1891–1914) mikrobiológusként dolgozott, egy expedíció során a feketehimlőbe halt bele.
Nyikolajt már gyerekkorában érdekelték a természettudományok. Egyik kedvenc időtöltése az állatok és növények megfigyelése volt és apja jókora könyvtárában is bőven talált könyveket, térképeket kíváncsisága kielégítésére. Apja ösztönzésére a moszkvai kereskedelmi iskolába iratkozott be, majd a középfokú tanulmányai végeztével 1906-ban a Moszkvai Mezőgazdasági Intézet agronómusi szakára iratkozott be (a Moszkvai Cári Egyetem lett volna az első választása, de a felvételinél kötelező volt a latin nyelv ismerete, amihez legalább még egy év felkészülésre lett volna szüksége). 1908-ban részt vett egy észak-kaukázusi és kaukázusontúli expedíción, 1910-ben pedig a poltavai mezőgazdasági kísérleti állomáson végezte gyakorlatát. Tanulmányai során egyértelművé vált számára, hogy inkább kutatói munkával kíván foglalkozni. Diplomamunkáját a Moszkvai kormányzóságban károsító meztelencsigákról írta, amiért megkapta a Moszkvai politechnikai múzeum díját. Diplomáját 1911-ben kapta meg.

## Családja
Vavilov kétszer nősült. Első feleségét, Jekatyerina Nyikolajevna Szaharovát (1886–1964) 1912-ben vette el. Ebből a házasságából származott első fia, Oleg (1918–1946), aki fizikából szerzett diplomát, megvédte kandidátusi disszertációját, majd nem sokkal később hegymászóbalesetben meghalt a Kaukázusban.
1917-ben Szaratovban megismerte Jelena Barulinát, aki a tanítványa volt. 1920 nyarán mindketten részt vettek az Oroszország délnyugati részére vezetett expedícióban, amelyről röviddel később Vavilov könyvet írt Délnyugati mezőgazdasági kultúrák címmel. A könyvbe Barulina írta a dinnyefajtákkal foglalkozó fejezetet. . Vavilov még ebben az évben viszonyt kezdett diákjával. 1926-ban elvált első feleségétől és elvette Barulinát, aki biológusként diplomázott és a mezőgazdasági tudományokból doktorált. Második házasságából született második fia, Jurij, aki atomfizikusnak tanult és a későbbiekben számos cikket publikált apja életéről is.

## Pályafutása

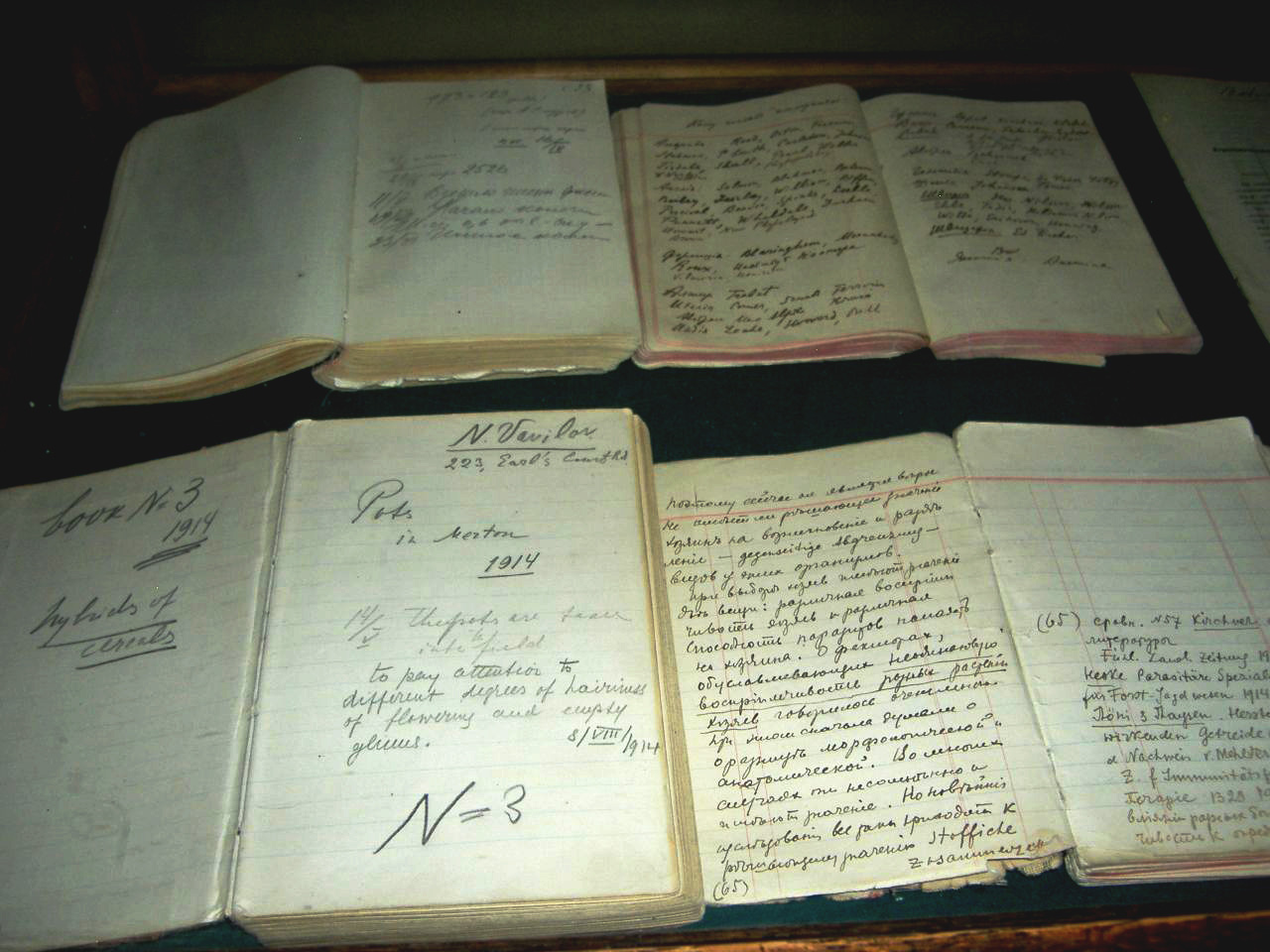
Vavilov jegyzetfüzetei 1914-ből

Diplomájának kézhezvétele után Vavilov az intézetnél maradt, ahol egyrészt oktatott (előadott a nők számára indított főiskolai mezőgazdasági kurzusokon is), másrészt annak nemesítő állomásán a kultúrnövények parazita gombákkal szembeni ellenállását kutatta. 1911–12-ben gyakornok volt Szentpéterváron és Moszkvában az alkalmazott botanikai és fitopatológiai intézetekben, hogy jobban megismerkedjen a gabonafélék betegségeivel és földrajzi elterjedtségükkel. 1913–14-ben külföldi tanulmányútra küldték. Meglátogatta Franciaországot, Németországot (ahol Jénában Ernst Haeckel laboratóriumában dolgozott) és Angliát (itt a kor egyik legismertebb genetikusa, William Bateson felügyelete alatt tanulmányozta a gabonafélék ellenálló képességét; ezután pedig meglátogatta a Cambridge-i Egyetem genetikai laboratóriumát).

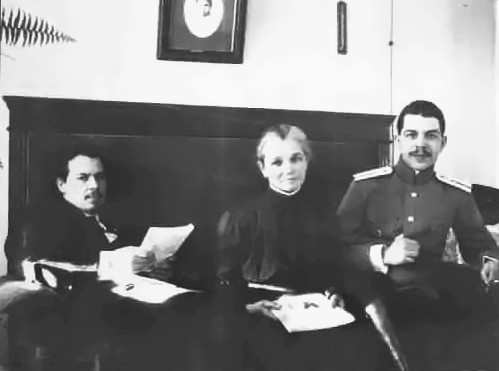
A Vavilov fivérek (Nyikolaj balra) anyjukkal (1915)

1915-ben sikerrel teljesítette a magiszteri (nagyjából a későbbi kandidátusi fokozatnak megfelelő) vizsgáit, de disszertációját nem védte meg; ez csak 1918-ra készült el (A növények ellenállása a fertőző betegségekkel szemben címmel). Megvédenie ekkor sem sikerült, mert 1918 októberében felfüggesztették az akadémiai előmeneteli rendszert. Rossz látása miatt (még gyerekkorában megsérült a szeme) Vavilovot felmentették az első világháborús katonai szolgálat alól, de 1916-ban ennek ellenére tanácsadói minőségben kiküldték Perzsiába, az odavezényelt orosz katonák tömeges megbetegedésének kivizsgálására. Kiderítette, hogy a helyiek által készített lisztbe bekerül a konkolyperje perjeféle magja, vele együtt pedig a Stromatinia temulenta parazita gomba, amely egy mérgező alkaloidát, a temulint tartalmazta. A mérgezés súlyos tünetekkel, esetenként halállal járt. Javaslatára Oroszországból szállították a csapatok élelmét és a megbetegedések megszűntek.
Vavilov ezután a katonai parancsnokság engedélyével Perzsia belső területeire utazott, ahol a helyi gabonaféléket kutatta. Többek között begyűjtött egy búzafajtát, amelyet később Angliában különböző módszerekkel lisztharmattal próbált fertőzni, de nem járt sikerrel; ebből arra következtetett, hogy az ellenálló képesség függ azoktól a környezeti körülményektől is, amelyekben a növény kialakult. A Perzsiában és a Pamírban talált búza- és rozsfajták egymáshoz hasonlóan változtak meg a környezettől függően; Vavilov ebből arra a következtetésre jutott, hogy az izolált hegyi élőhelyek, mint a Pamír a kultúrnövények változatosságának kiindulópontjaként szolgálhattak.
1917-ben kinevezték az alkalmazott botanika tanszék vezetőhelyettesévé, de még ugyanebben az évben meghívták a szaratovi mezőgazdasági főiskola genetikai és nemesítési tanszékének élére. 1917 és 1921 között a Szaratovi Egyetem mezőgazdasági fakultásának tanáraként oktatott és végzett kutatásokat a fertőző betegségekkel szembeni immunitással kapcsolatban. Mintegy 650 búza- és 350 zabfajtát vizsgált meg és végzett velük hibridizációs kísérleteket. Megszervezte a környező kormányzóságok (Asztrahanyi, Caricini, Szamarai és Szaratovi) mezőgazdasági áttekintését; ebből az anyagból írta meg 1922-es könyvét A Délkelet mezőgazdasági kultúrái-t.

### 1920–1930
1920-ban a mezőgazdasági minisztériumban működő Mezőgazdasági Tudományos Bizottság az alkalmazott botanikai és nemesítési részleg vezetőjévé választotta Vavilovot, aki 1921 januárjában tanítványai többségének kíséretében felköltözött Petrográdba. Korábbi kutatómunkáját itt még nagyobb léptékben folytathatta. Az OSZSZSZK Földművelési Népbiztossága Kollégiumának határozata alapján 1922. július 10-vel a bizottságot átalakították a Kísérleti Agronómia Állami Intézetévé, amelyet előbb Nyikolaj Tulajkov, 1923-tól pedig Vavilov vezetett. Az alkalmazott botanikai részleget 1924-ben külön intézetté szervezték át, amelyet 1930-ban átneveztek Szovjet Növénytermesztési Intézetté és amelynek szintén Vavilov volt az igazgatója, egészen 1940 augusztusáig.
1921-ben Vavilov és egy kollégája meghívást kapott az Amerikai Fitopatológiai Társaságtól a nemzetközi konferenciájukon való részvételre; Szovjet-Oroszország megalakulása óta ők voltak az elsők, akiket meghívtak egy nemzetközi tudományos fórumra. A beutazási vízum késlekedése miatt azonban három nappal lekésték a konferenciát.. Amerikai tartózkodása három hónapig tartott. Ezalatt angolul is publikálta elméletét a Journal of Genetics-ben a homológ sorokról és New Yorkban megalapította az alkalmazott botanikai részleg ottani kirendeltségét.. Végiglátogatta az ország jelentősebb genetikai és növénynemesítési laboratóriumait és megismerkedett a terület vezető amerikai kutatóival.
Hazafelé menet megállt Angliában, Franciaországban, Németországban, Hollandiában, Dániában és Svédországban és szintén személyes kapcsolatot épített ki szakmája neves képviselőivel, találkozott többek között pl. a holland Hugo de Vries-zel, a genetika egyik alapítójával és a mutációs elmélet kidolgozójával. 1922 márciusában visszatért a Szovjetunióba és folytatta részlegének bővítését, további tehetséges munkatársak felvételét, hogy kialakítson egy országos szinten is jelentős mezőgazdasági kutatóközpontot. Nekikezdett a kultúrnövények világszintű változatossága feltérképezésének, hogy azok felhasználásával javíthasson az ország élelmiszer-ellátásán. 1923-ban Vavilovot a Szovjet Tudományos Akadémia levelező tagjává választották.
Vavilov kezdeményezésére az 1920-as években a Földművelési Népbiztosság kísérleti mezőgazdasági állomások hálózatát hozta létre; a 115 állomás képviselte a hatalmas területű ország legtöbb talaj- és éghajlattípusát a szubtrópusoktól a tundráig. 1924–27 között több országon belüli és külföldi expedíciót szervezett, például Afganisztánba (ahol D. D. Bukinyics kollégájával az első európaiak voltak, akik elérhették az addig lezárt Nurisztánt), később pedig a mediterrán térségbe és Afrikába. Ezek során Vavilov kiegészítette kultúrnövény-gyűjteményét és kutatta azok eredetét. Számos nehézséggel kellett szembenéznie, volt hogy egy sivatagon való átkelés során egy hétig csak sáskákat evett.
„Az út alighanem sikeresnek volt mondható, átkeltünk egész Afganisztánon, bejutottunk Indiába és Beludzsisztánba, voltunk a Hindukusban. India környékén eljutottunk a datolyapálmákig, találtunk ősrozst, láttunk vad görög- és sárgadinnyét, kendert, árpát, répát. Négyszer keltünk át a Hindukuson, egyszer Nagy Sándor útvonalán. (…) Rengeteg gyógynövényt gyűjtöttünk.” írta Vavilov.
Ennek az útnak eredményeképpen született meg a 610 oldalas Földművelő Afganisztán, amelyben a szerző bizonyítékokat hozott fel korábbi elméletére, miszerint néhány fontos haszonnövény Afganisztánból származik. Az expedícióért a Szovjet Földrajzi Társaság Przsevalszkij-aranyéremmel tüntette ki Vavilovot.
1925-ben Üzbegisztánban járt, ahol többek között a Hívai oázist kutatta. A következő két évben ismét hosszú külföldi utat szervezett a mediterrán térségbe. Megfordult Algériában és Tunéziában, Marokkóban, Libanonban, Szíriában, Palesztinában, Transzjordániában, Görögországban, Olaszországban (ezen belül Szicílián és Szardínián is), Krétán, Cipruson, Dél-Franciaországban, Spanyolországban és Portugáliában, majd Francia Szomáliföldön, Abesszíniában és Eritreában is. Hazafelé menet még megismerkedett a német Württemberg hegyi vidékeinek földművelésével. Gyalog vagy karavánjával kb. 2 ezer km-t tett meg és az út során több ezer magmintát gyűjtött.
Vavilov az 1920-as évek közepén kialakította elméletét a haszonnövények eredetének földrajzi centrumairól, amelyet 1926-ban publikált. Művéért Lenin-díjjal jutalmazták. Tudományos, szervezői és társadalmi sikereinek elismeréseképpen 1926-ban jelölték a Szovjetunió Központi Végrehajtó Bizottságába (gyakorlatilag a kormány 1922–38 között), 1927-ben pedig az Összoroszországi Központi Végrehajtó Bizottságba, annak ellenére hogy pártonkívüli maradt. 1927-ben a berlini V. Nemzetközi genetikai kongresszuson, valamint a római Nemzetközi Agrárintézet kongresszusán ismertette elméletét a kultúrnövények eredetének földrajzi centrumairól. A konferencia részvevői aranyérmet szavaztak meg számára és eldöntötték, hogy a géncentrumok keresését ki kell terjeszteni az egész világra.

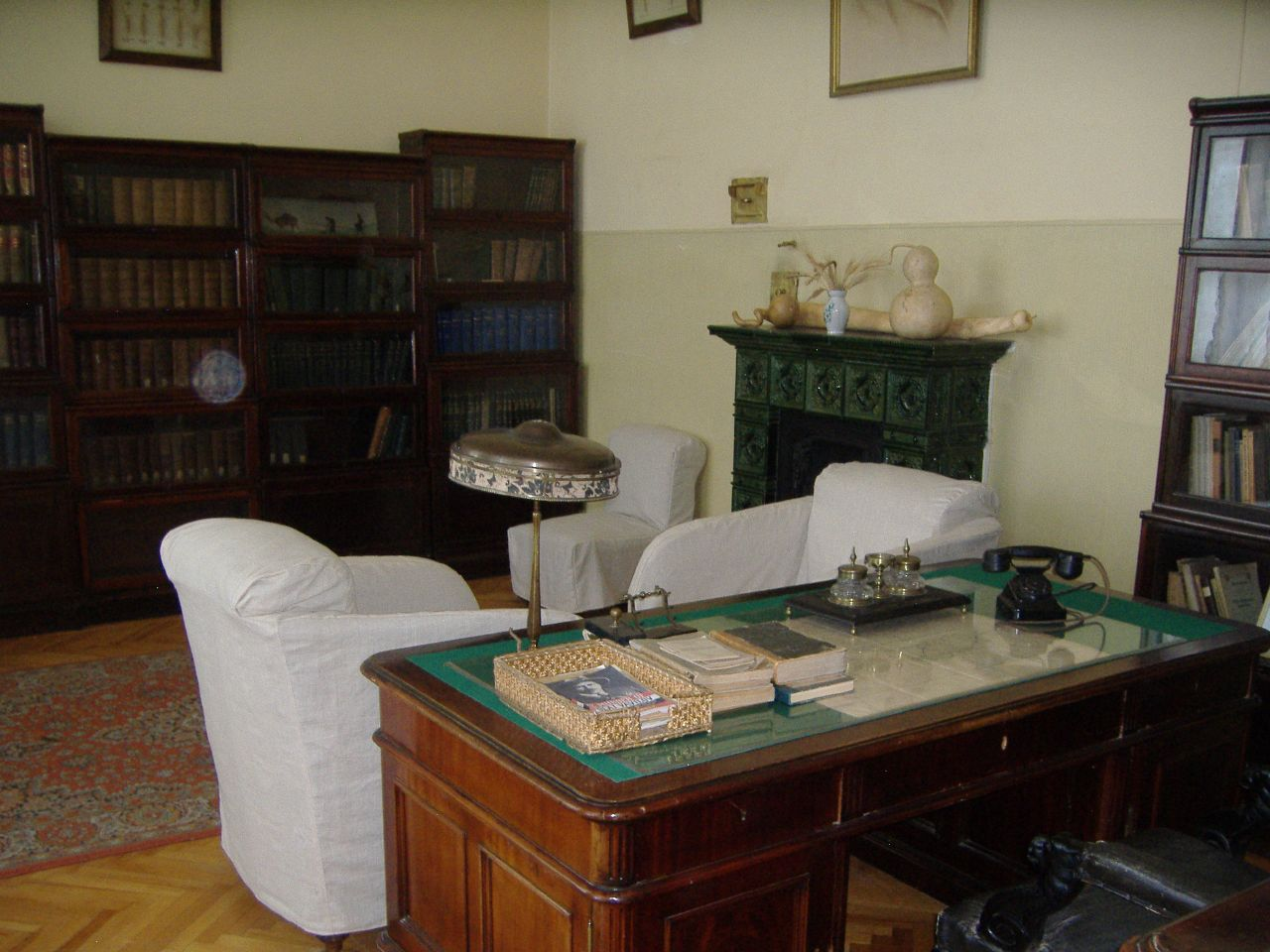
Vavilov dolgozószobája

Hosszú távollétei és sikerei azonban hátrányokkal is jártak. Az intézet munkája összezilálódott, adminisztratívabbá vált és támadások érték amiatt, hogy túlságosan elméletiek a kutatások, elszakadtak a gyakorlattól. Vavilov emiatt be is adta lemondását az intézet igazgatói pozíciójáról, amit aztán 1927 decemberében a rábeszélések hatására visszavont..
1929-ben Kelet-Ázsiába – Északnyugat-Kínába, Japánba, Tajvanra és Koreába – szervezett expedíciót. Ugyanebben az évben megválasztották a Szovjet Tudományos Akadémia és az Ukrán Tudományos Akadémia tényleges tagjává, valamint kinevezték a V. I. Lenin Szovjet Mezőgazdasági Akadémia elnökévé (utóbbit ebben az évben alapították a Kísérleti Agronómia Állami Intézetéből, melyet Vavilov 1923 óta vezetett). Elnökségének első három évében gabonakutató intézeteket hoztak létre az Észak-Kaukázusban, Szibériában, Ukrajnában és Oroszország európai részének délkeleti területén; ezenkívül további intézeteket, amelyek a hatékony zöldség-, gyümölcs, rostnövény-, burgonya-, rizs-, szőlő- és virágtermesztést célozták meg. Összesen kb. 100 intézmény tartozott az akadémia alá. Szintén 1929-ben Vavilov tagjává vált a mezőgazdasági népbiztosság (minisztérium) kollégiumának.

### 1930–1939
1930-ban Vavilovot beválasztották a munkásküldöttek leningrádi városi tanácsába (a várost irányító végrehajtó szervezetbe). Az előző igazgató, J. A. Filipcsenko halála miatt kinevezték a tudományos akadémia leningrádi genetikai laboratóriumának (1934-től Genetikai Intézet) vezetőjévé; ezt a pozíciót 1940-es letartóztatásáig megtartotta.  

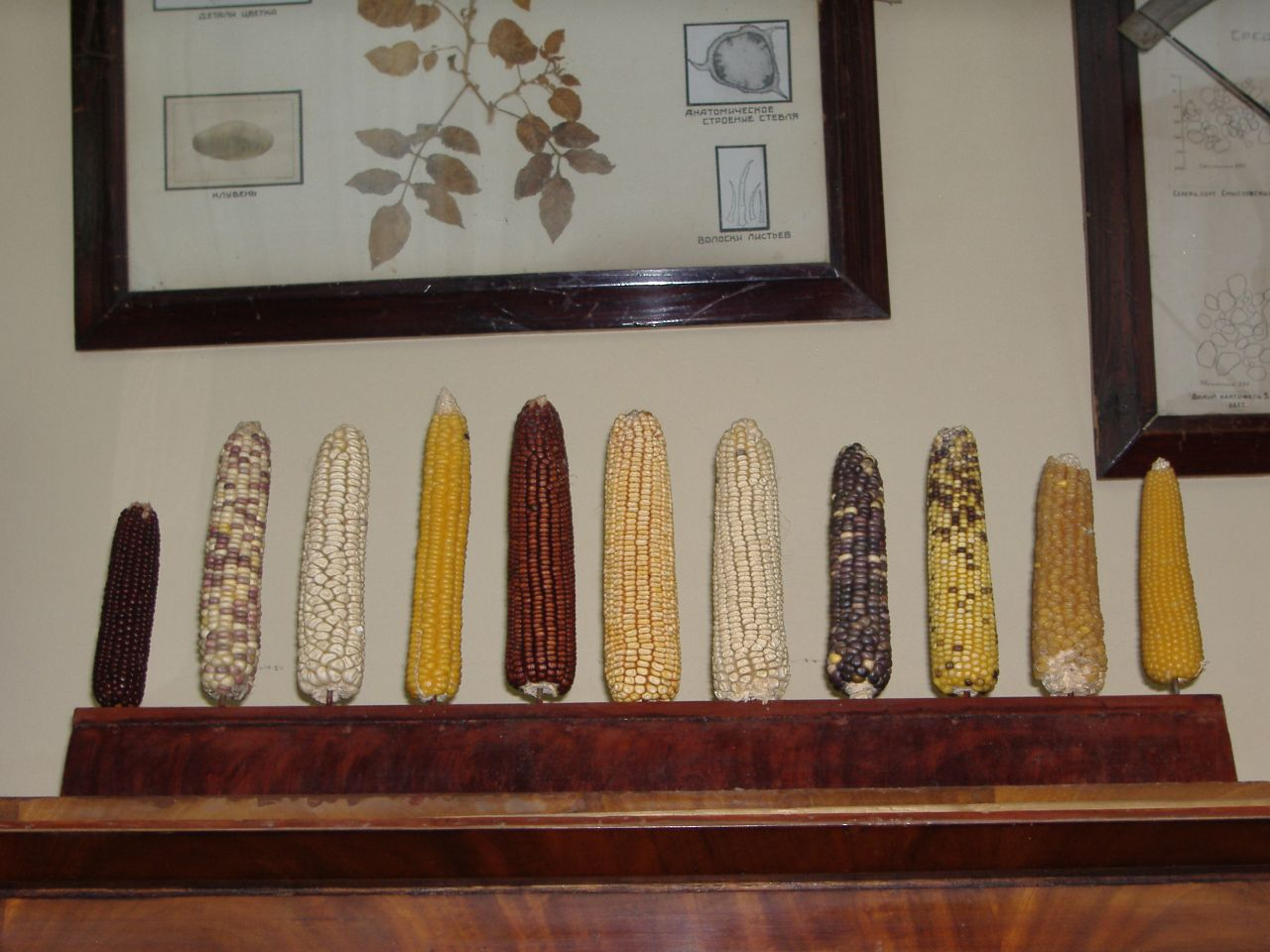
Kukoricagyűjtemény Vavilov dolgozószobájában

Ugyanebben az évben felszólalt a cambridge-i V. Nemzetközi botanikai kongresszuson és a londoni IX. Nemzetközi kertészeti kongresszuson; megszervezte a moszkvai II. Nemzetközi talajkutató kongresszust; majd a Cornell Egyetem meghívására az USA-ba utazott, ahol részt vett az Nemzetközi agrárgazdasági konferencián, utána pedig növénygyűjtési célból végigjárta a déli államokat Kaliforniától Floridáig, utána pedig látogatást tett Mexikóba és Guatemalába is. 1931-ben megválasztották a Szovjet Földrajzi Társaság elnökévé; ezt a feladatot 1940-ig ellátta.
1932-ben Vavilov ismét Észak-Amerikába utazott, ahol a New York állambeli Ithacában megrendezett VI. Nemzetközi genetikai kongresszusnak volt az alelnöke. Ezután bejárta Kanada néhány tartományát, majd féléves közép- és dél-amerikai expedíció következett; megfordult Salvadorban, Costa Ricában, Nicaraguában, Panamában, Peruban, Bolíviában, Chilében, Argentínában, Uruguayban, Brazíliában, Trinidadon, Kubában, Puerto Ricóban és más helyeken, összesen 17 országban járt.
Maga és munkatársai kutatásait rövid időn belül publikálták. Az ő szerkesztésében és részben szerzőségével megjelent az Alkalmazott botanikai, genetikai és nemesítési értekezések, elkezdték kiadni a sokkötetes A Szovjetunió kultúrnövényei-t és A kultúrnövények biokémiájá-t, a A növénynemesítés elméleti alapjai-t (1935), az Útmutató a mezőgazdasági kultúrák teszteléséhez-t, számos összefoglaló cikket és monográfiát. Vavilov iskolát teremtett, amely kivívta a nemzetközi tudomány elismerését.

Vavilov a mezőgazdasági akadémia ülésén (1935)

Ugyanakkor azonban egyre inkább érezni lehetett, hogy elfogyott politikai támogatottsága. 1934-től megtiltották, hogy külföldre utazzon és lemondták a Szovjet Növénytermesztési Intézet alapításának tízéves évfordulójára korábban tervezett ünnepséget. A Népbiztosok tanácsa (a kormány) ülésén elégtelennek minősítették a mezőgazdasági akadémia munkáját. 1935 januárjában nem hosszabbították meg Vavilov jelöltségét a Központi Végrehajtó Bizottságba és még ebben az évben felmentették a mezőgazdasági akadémia vezetői pozíciójából. Utóbbit megelőzte helyettesének, A. Sz. Bondarenkónak és a szervezet párttitkárának, Sz. Klimovnak Sztálinhoz írt levele, amelyben politikai támadást intéztek Vavilov ellen.
1933 és 1937 között Vavilov 44 bebörtönzött tudós kiengedésének kérelmét írta alá.. 1939-ben ő vezette a Szovjet Tudományos Akadémia észak-kaukázusi közös expedíciójának mezőgazdasági csoportját. Végighaladtak az oszét hadiúton, tanulmányozta a Cej-gleccsert és a Mamiszon-hágót.
A Szovjetunió egyik vezető tudósaként Vavilov gyakran találkozott Sztálinnal, akivel 1929-ben ismerkedett meg. Utolsó találkozásukra 1939. november 20-án került sor, amikor Sztálin ellenségesen kérdőre vonta amiatt, hogy a termelés növelése helyett elméleti kutatásaira összpontosít. Vavilov beszámolt munkájáról, de a pártfőtitkár válasz nélkül elküldte.

## Eredményei

### Expedíciói
Vavilov és munkatársai 1923 és 1940 között összesen mintegy 180 expedíción (ebből 40 volt a Szovjetunión kívüli, 65 országban) vettek részt a világ minden táján. Ennek eredményeképpen 250 ezer mintából álló botanikai gyűjtemény jött létre, amely a maga idejében a kultúrnövények és rokonaik leggazdagabb génbankja volt az egész világon.

#### A növények kártevőkkel szembeni immunitása
Vavilov az elsők között tanulmányozta a növények betegségekkel szembeni immunitását, alapvetően annak genetikai hátterét kutatva. Elmélete szerint a rezisztencia az evolúció során fejlődött ki a kultúrnövények eredeti őshazájában, az ott előforduló parazitákkal szemben. A paraziták azonban szintén fejlődnek, különböző módokon (mutáció, hibridizáció, stb.) ismét lehetővé válik számukra áttörni a gazdanövány ellenállásán. Így egy búzafajta rezisztens lehet egyfajta parazita ellen, de érzékeny valamelyik másikra. Vavilov az ellenállás fajtáit strukturális (amikor mechanikai módon gátolja meg a növény a parazita működését, behatolását) és kémiai (mérgek, a parazita életciklusát megzavaró anyagok) típusúra osztotta fel.

#### A kultúrnövények géncentrumai
- A termesztett növények származási helyének kutatása az evolúciós elmélet publikálása után kezdődött meg, miután A fajok eredeté-ben Darwin feltételezte hogy a fajok földrajzilag elzárt területeken alakulnak ki. 1883-ban a svájci Alphonse de Candolle már publikálta elképzelését a fontosabb haszonnövények eredetéről, azonban az általa javasolt területek igen nagyok, esetenként egész kontinensek voltak. A következő évtizedekben a növények elterjedésére vonatkozó tudás jelentős mértékben kibővült. A téma újbóli,legteljesebb áttekintését Vavilov végezte el 1926–1939 között megjelent írásaiban. Ő hét jelentős földrajzi centrumot azonosított, ahonnan a termesztett növények többsége származik:.[39]

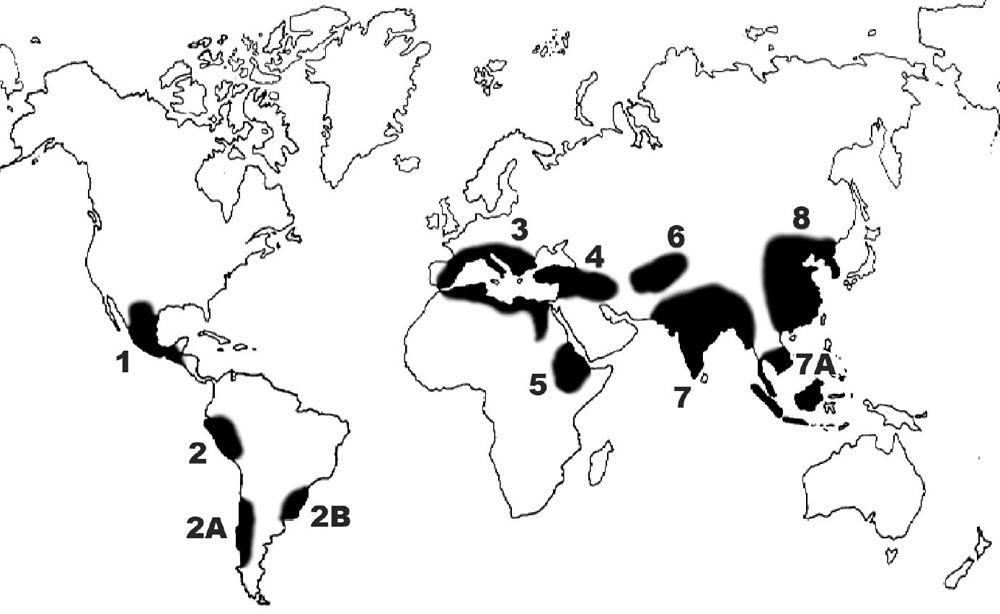
A kultúrnövények géncentrumai:
1. Közép-amerikai, 2. Dél-amerikai, 3. Mediterrán, 4. Elő-ázsiai, 5. Abesszin, 6. Közép-ázsiai, 7. Hindusztáni, 7A. Délkelet-ázsiai, 8. Kelet-ázsiai

1. Dél-ázsiai trópusi centrum (az összes kultúrnövény mintegy 33%-a)
2. Kelet-ázsiai centrum (20%)
3. Délnyugat-ázsiai centrum (4%)
4. Mediterrán centrum (11%)
5. Etióp centrum (4%)
6. Közép-amerikai centrum
7. Andoki centrum

Eredeti felosztását a későbbiekben több pontban módosították, pl. Indiát különvették Indokínától és Indonéziától, a Délnyugat-ázsiai centrumot szétválasztották Közép- és Elő-ázsiaira, a Kelet-ázsiai középpontját áttették a Jangce-völgy helyett a Huanghóéra; ezenkívül a felsorolásba belevették a Nyugat-szudáni és az Új-guineai centrumokat.
Néhány növényt ezeken a centrumokon kívül háziasítottak, de ezek száma csekély. Míg korábban úgy vélték, hogy a háziasítások színhelyei a Tigris, Eufrátesz, Gangesz, Nílus és más nagy folyók völgyei voltak, Vavilov kimutatta, hogy ezek a növények a trópusi, szubtrópusi és mérsékelt övi zónák hegyeiből származnak.

### A homológ sorok törvénye
Vavilov 1920-ban ismertette először azt az általa megfigyelt jelenséget, hogy a közeli rokon növényfajok esetében igen nagy eséllyel ismétlődnek egyes jól megfigyelhető tulajdonságok, mint pl. a szárcsomók antociános elszíneződése, vagy a kalász szálkássága vagy szálka nélkülisége. Ezek jelenléte kapcsolódhatott más, nehezebben megfigyelhető tulajdonságokkal, vagyis a nemesítőnek megadta a lehetőséget, hogy a látható tulajdonságok alapján megjósolja más fajokban is az ahhoz kapcsolódóakat. A földrajzi géncentrumokba vezetett expedíciók egyik fontos feladata volt hasonló allélekkel rendelkező fajok vagy fajták felkutatása. Megjegyzendő, hogy ebben az időben a mutációk mesterséges létrehozása ionizáló sugárzás vagy vegyszerek révén még nem volt ismert, így a nemesítők kénytelenek voltak a vad populációkban keresgélni új változatok után. Vavilov és munkatársai hét év (1913–20) alatt több ezer növényváltozatot vizsgáltak meg, hogy alátámaszthassák a homológ sorok törvényét.. Segítségével több száz esetben jósolták meg bizonyos tulajdonságok jelenlétét, és aztán ezeket ki is tudták mutatni..
Vavilov botanikusként hét új, eddig ismeretlen növényfajt írt le.

## Vavilov és Liszenko
Az 1930-as évek elején Vavilov, aki ekkor már akadémikus és tudományos szaktekintély volt, támogatta a fiatal agronómus, Trofim Liszenko vernalizációs kísérleteit, melynek során a magok alacsony hőmérsékletes kezelésével próbált az őszi gabonafajtákból tavaszit előállítani. Az egyik mezőgazdasági népbiztossági beszámolójában említette is a módszert, mint a tenyészidő lerövidítésének lehetőségét. Abban reménykedett, hogy így meg tudják változtatni azoknak a növényeknek az életciklusát, amelyek nem hoztak virágot a Szovjetunió klímája alatt. Azonban jól tudta, hogy a vernalizáció fiziológiai háttere nem tisztázott és még hosszas kutatásokra van szükség, amíg hatékonyságát bizonyítják..
Míg Vavilov a vernalizációban csak egy mellékes technikát látott, amely még kísérleti igazolást igényel, Liszenko különleges lehetőségnek tartotta, amellyel a termést jelentősen (akár ötszörösére is) lehet növelni. Ezenkívül Liszenko nem is végezte el az ellenőrző kísérleteket. Ezek voltak a kettejük közötti konfliktus kiindulópontjai. Liszenko politikai támogatást keresett és „népi” származásával (ukrán parasztcsaládban született), a gabonatermés megsokszorozásának ígéretével és azon állításával, hogy a tudományban is vannak „kártevők”, hamar népszerűvé vált az állami és pártvezetők – élükön Sztálinnal – körében.
A kolhozokban és a szovhozokban elkezdték tömegesen bevezetni a vetőmag vernalizációját, amely Liszenko reményei szerint jelentősen megnövelte volna a termést és csökkentette volna a rossz időjárása okozta károkat, amely a Szovjetunió nagy részén jelentős problémának bizonyult. A vernalizált vetőmaggal bevetett földek mérete már 1935-ben meghaladta a 2 millió hektárt.

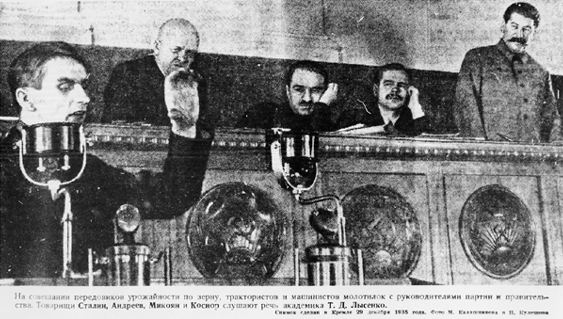
Liszenko előadása a Kremlben. A hátsó sorban (balról jobbra): Sz. Koszior, A. Mikojan, A. Andrejev és J. Sztálin

1934-ben Liszenkót – Vavilov ajánlásával felvették a Szovjet és az Ukrán Tudományos Akadémia levelező tagjai közé, 1935 decemberében pedig Lenin-díjjal tüntették ki és a mezőgazdasági akadémia tényleges tagjává választották. 1936-ban kinevezték a Szovjet Nemesítő és Genetikai Intézet vezetőjévé, 1938-ban tagja lett a Legfelsőbb Tanácsnak (a törvényhozó képviselői testületnek) és ő lett a mezőgazdasági akadémia elnöke is.
Liszenko a kor szellemének megfelelően a természettudományt is az ideológián keresztül láttatta. Egyik kijelentése szerint egy kolhozparaszt többet nyújt a népgazdaságnak, mint a professzorok. 1936-tól élére állt a genetikai kutatások szétverésére irányuló mozgalomnak. Mikor kijelentette, hogy Mendel törvényeit el kell vetni a nemesítési munka során, és többen kimutatták, hogy a vernalizáció teljesen eredménytelen, Vavilov felhagyott Liszenko munkájának támogatásával, sőt nyíltan szembefordult vele.
Vavilov tudományos módszertana teljesen szembehelyezkedett Liszenko iskolájával. Liszenko elvetette a genetikát, burzsoá tudománynak és „weismannizmus–morganizmusnak” nevezte és politikai támogatottságát kihasználva üldöztette a genetikusokat, akik közül sokakat letartóztattak. Vavilovot ekkor még megvédte nemzetközi hírneve.. A VII. Nemzetközi genetikai kongresszust Moszkvában tervezték megtartani, de Liszenko támogatói és a szovjet hatóságok ellenállása miatt, végül Skóciában rendezték meg.. Vavilovot meghívták, de nem kapott engedélyt a külföldi úthoz.
1939 júniusában Liszenko egyik közeli híve, I. I. Prezent levelet írt Vjacseszlav Molotovnak, a népbiztosok tanácsa elnökének, amelyben durva támadást intézett Vavilov ellen, aki fenyegeti a „mi szovjet tudományunkat”. Az általános történészi vélemény szerint ez a feljegyzés jutott el az államvédelem vezetőjéhez, Berijához, aki elrendelte a genetikus letartóztatását.

## Letartóztatása és halála

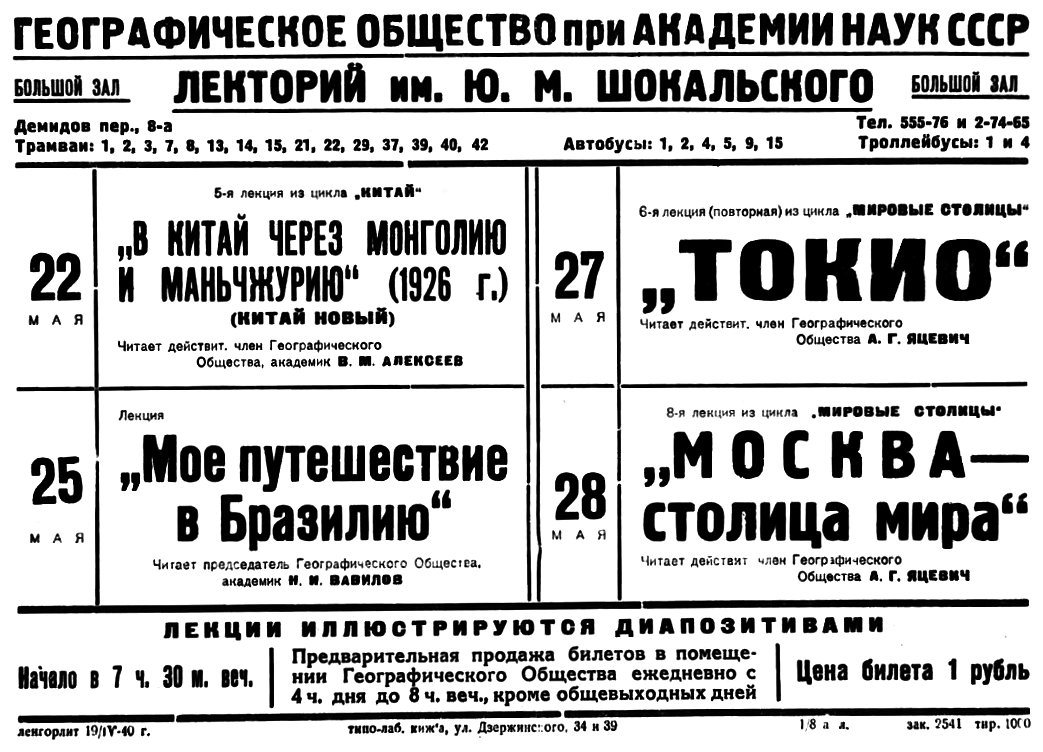
Vavilov egyik utolsó előadásának plakátja a Földrajzi Társulatnál (1940)

Az 1920-as évek végén, a 30-as évek elején elkezdődött a kommunista párton belüli ellenzék maradványainak, az ún. jobboldali elhajlóknak a likvidálása. Ehhez kapcsolódott az azon pártonkívüli szakemberekkel (mérnökökkel, tudósokkal, agrármérnökökkel – való leszámolás, akik nem értettek egyet Sztálin kikényszerített ipari fejlesztésével és a mezőgazdaság kollektivizálásával. Az államvédelmi hatóság néhány monstre kirakatperrel – az akadémikusok ügye, a Sahti-ügy, Iparpárt-ügy, stb. – végezte a tisztogatást, melynek során 1931-ben 1300 embert tartóztattak le, köztük tekintélyes professzorokat is. Vavilov ekkor megpróbált közbenjárni néhány kollégája érdekében, ami később a saját esetében is következményekkel járt. Még ebben az évben érték politikai jellegű támadások és az OGPU is elkezdte gyűjteni az anyagot ellene..
1940-ben a mezőgazdasági népbiztosság utasította Vavilovot, hogy vezessen expedíciót a Szovjetunió által az előző évben annektált Nyugat-Belorussziába és Nyugat-Ukrajnába. Augusztus 6-án Berija utasítására Csernovciban letartóztatták. A letartóztatási parancs indokként „olyan ellenséges elméletek támogatását hozta fel, amelyek támadják Liszenko, Cicin és Micsurin, a szovjet mezőgazdaság számára alapvető fontosságú munkáját”.

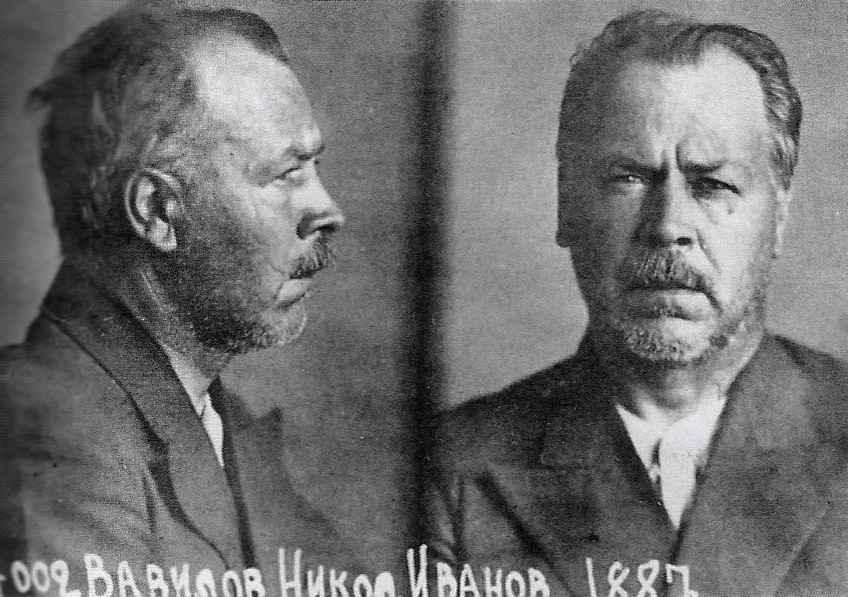
Vavilov a börtönben

Vavilov eleinte még határozottan tagadott minden ellene felhozott vádat. Ügyének kivizsgálása 11 hónapon át tartott, ezalatt 400 alkalommal kérdezték ki, összesen 1700 órán át, eközben megkínozták, nem hagyták aludni, fizikai és lelki ráhatásokkal törték meg az ellenállását. Az ellene felhozott légbőlkapott vádak egyike szerint ő volt a – soha nem létezett – Munkás-Paraszt Párt egyik vezetője. 1940 szeptembere és 1941 márciusa között a vizsgálatot felfüggesztették; az NKVD Moszkva Lubjanka téri úgynevezett „belső börtönében” tartott Vavilov ezalatt elkészítette a mezőgazdaság történetéről szóló könyvének kéziratát (amelyet a hatóság később megsemmisített). 1941 tavaszán, miután számos genetikust és növénynemesítőt letartóztattak, a kihallgatások újrakezdődtek.
1941. július 9-én a legfelsőbb katonai bíróság tárgyalta Vavilov ügyét. A tárgyaláson csak a vádlott és három bíró volt jelen és mindössze néhány percig tartott. Vavilovot szovjetellenes szervezetekben (mint a Munkás-Paraszt Párt) való részvételben, a kollektív mezőgazdaságot aláásó aknamunkában és az emigráns fehér szervezetek számára végzett kémkedésben bűnösnek találták és halálra ítélték. A jegyzőkönyv szerint a vádlott részben bűnösnek vallotta magát, de később egy Berijának írt kérelmében visszavonta korábbi tanúvallomásait. Vavilov még aznap kegyelmi kérvényt írt a Legfelsőbb Tanács Elnökségének, de azt elutasították.
Október 15-én a Moszkva felé közeledő német csapatok miatt Szaratovba szállították át. Mintegy egy évet töltött a kivégzésére várva a börtön alagsorában, ezalatt egyszer sem engedték ki sétára. Egészsége megrendült, kétszer is kezelték a börtönkórházban. 1942 áprilisában kérelmezte Berijától fogvatartási körülményeinek enyhítését, képzettsége szerinti munka végzését és a családjával való kapcsolattartást. Június 13-án az NKVD vezetőhelyettese, V. Merkulov javasolta Vavilov büntetését húszévnyi javító-nevelő munkatáborra mérsékelni, mert munkája fontos a honvédelem számára; tíz nappal később a Legfelsőbb Tanács a javaslatát elfogadta.
A kegyelem ellenére a fogva tartás körülményei nem változtak. Vavilov tüdőgyulladástól és vérhastól szenvedett, a börtönorvos leírása alapján („jóltápláltsága erősen visszaesett”) éhezett is. 1943. január 26-án a börtön kórházában meghalt, a halál okának szívmegállást jelöltek meg.

### Rehabilitációja
1955. augusztus 20-án a legfelsőbb katonai bíróság megsemmisítette a Ny. I. Vavilov ügyében hozott ítéletet és bűncselekmény hiányában magát az ügyet is megszüntette. Ezt követően a Szovjet Tudományos Akadémia elnöksége visszavette őt az akadémikusok névsorába. Teljes tudományos és társadalmi rehabilitációjára azonban csak az 1960-as években került sor. 1962-ben Liszenko, érezve, hogy hamarosan kiadják Vavilov életrajzát, sietve maga publikált egyet, amely azonban tele volt csúsztatásokkal és félremagyarázásokkal, vele való vitájáról és letartóztatásáról pedig egyáltalán nem beszélt. 1966-ban az akadémia felállított egy bizottságot Vavilov szellemi örökségének feltárására. Neve bekerült a tankönyvekbe, műveit újra kiadták. 1968-ban publikált részletes életrajza azonban még mindig kerülte letartóztatását és elítélését; ennek ellenére a százezer példányban kiadott könyvet visszavonták, hogy a Liszenko híveinek kényelmetlen lapokat eltávolítsák belőle. Halálának körülményei csak az 1980-as évek közepén a peresztrojkával váltak közismertté.

## Elismerései
- Az Orosz Földrajzi Társaság Przsevalszkij-ezüstérme (1925)
- Lenin-díj (1926)
- A Szovjet mezőgazdasági kiállítás nagy aranyérme

Tagja volt a Szovjet Tudományos Akadémiának, az Ukrán Tudományos Akadémiának és a V. I. Lenin Szovjet Mezőgazdasági Akadémiának. Utóbbi elnöke (1929–1935), majd alelnöke (1935–1940). A Szovjet Földrajzi Társaság elnöke (1931–1940). A Szovjet Növénytermesztési Intézet alapítója és igazgatója (1930–1940). A Szovjet Tudományos Akadémia Genetikai Intézetének igazgatója (1930–1940). Az Akadémia expedíciós bizottságának tagja, a Földművelésügyi Népbiztosság kollégiumának tagja, a Szovjet Orientalista Társaság elnökségének tagja. 1926–1935 között s Szovjetunió Központi Végrehajtó Bizottságának, 1927–1929 között pedig az Összoroszországi Központi Végrehajtó Bizottság tagja.
A külföldi tudományos társaságok közül tiszteletbeli tagja volt a brit Királyi Kertészeti Társaságnak, a Spanyol Királyi Természetrajzi Társaságnak, az Amerikai Botanikai Társaságnak, az indiai Nemzeti Tudományos Akadémiának, a Londoni Linné Társaságnak, a Brit Biológus Társulatnak és a Mexikói Mezőgazdasági Társaságnak, levelező tagja pedig a Londoni Királyi Társaságnak. Tényleges tagjai közé fogadta az Edinburgh-i Királyi Társaság, az Argentin Tudományos Akadémia, az amerikai Nemzeti Földrajzi Társaság és az Amerikai Földrajzi Társaság és a brit Királyi Földrajzi Társaság.

## Emlékezete
- Vavilov tiszteletére nevezték el az Orosz Tudományos Akadémia Ny. I. Vavilov-díját; az Orosz Mezőgazdasági Akadémia Ny. I Vavilov-aranyérmét, a Szovjet Tudományos Akadémia Vavilov-díját és Vavilov-aranyérmét; az Orosz Természettudományos Akadémia Vavilov-érmét
- a Ny. I. Vavilov Szovjet Genetikus és Nemesítő Társaságot (1992 után Genetikusok és Nemesítők Vavilovi Társasága); a Ny. I. Vavilov Orosz Növénytermesztési Intézetet, a Ny. I. Vavilov Szaratovi Állami Agráregyetemet, a Szovjet Tudományos Akadémia Ny. I. Vavilov Általános Genetikai Intézetét és a szaratovi Ny. I. Vavilov középiskolát.
- Vavilovo települést Dagesztán Derbenti járásában (korábban mezőgazdasági kísérleti állomás volt, amelyet Vavilov alapított).
- a (2862) Vavilov aszteroidát és a Vavilov-krátert a Hold túloldalán.
- a Vavilovia pillangósvirágú-nemzetséget és 22 növényfajt.

## Fordítás
- Ez a szócikk részben vagy egészben  a(z)   Вавилов, Николай Иванович című orosz Wikipédia-szócikk ezen változatának fordításán alapul.  Az eredeti cikk szerkesztőit annak laptörténete sorolja fel. Ez a jelzés csupán a megfogalmazás eredetét és a szerzői jogokat jelzi, nem szolgál a cikkben szereplő információk forrásmegjelöléseként.